# Jack Cardiff
Jack Cardiff, född 18 september 1914 i Great Yarmouth, Norfolk, död 22 april 2009 i Ely, Cambridgeshire, var en brittisk filmfotograf, regissör och fotograf.
Hans karriär följde filmens utveckling från stumfilm och tidiga experiment med Technicolor till 2000-talets film. Han var mest känd för sin inflytelserika färgfilmskonst vilket inspirerat regissörer som Michael Powell, John Huston och Alfred Hitchcock.
1968 omarbetade han den franske författaren André Pieyre de Mandiargues roman La Motocyclette till den brittisk-franska skandalfilmen Flickan och motorcykeln med Marianne Faithfull i huvudrollen som Rébecca mot bland andra Alain Delon som Daniel Lionart.
År 2000 tilldelades han Brittiska Imperieorden och 2001 tilldelades han en heders-Oscar.

## Filmografi (urval)
- 1948 – De röda skorna (foto)
- 1951 – Afrikas drottning (foto)
- 1956 – Krig och fred (foto)
- 1957 – Prinsen och balettflickan (foto)
- 1959 – Den blinda gudinnan (regi)
- 1960 – Söner och älskare (regi)
- 1964 – Röde Orm och de långa skeppen (regi)
- 1968 – Flickan och motorcykeln (manus)
- 1983 – Titta, vi spionerar (foto)
- 1984 – Conan förgöraren (foto)
- 1985 – Cat's Eye (foto)